# 치오도스
치오도스(Chiodos)는 미국의 포스트 하드코어 밴드이다.